# Duca degli Abruzzi
Duca degli Abruzzi è un titolo nobiliare di appannaggio di casa Savoia. Esso fu istituito nel 1890 e inizialmente conferito a Luigi Amedeo di Savoia-Aosta — figlio dell'abdicando re di Spagna Amedeo — che rivestiva anche il titolo di infante di Spagna.
Nel 2011 Amedeo di Savoia conferì tale titolo a suo nipote Amedeo, figlio secondogenito di Aimone e di Olga di Grecia.
Tuttavia l'attribuzione di quest'ultimo titolo rientra nelle vicende riguardanti la disputa dinastica.

## Duca degli Abruzzi, prima creazione (1890)

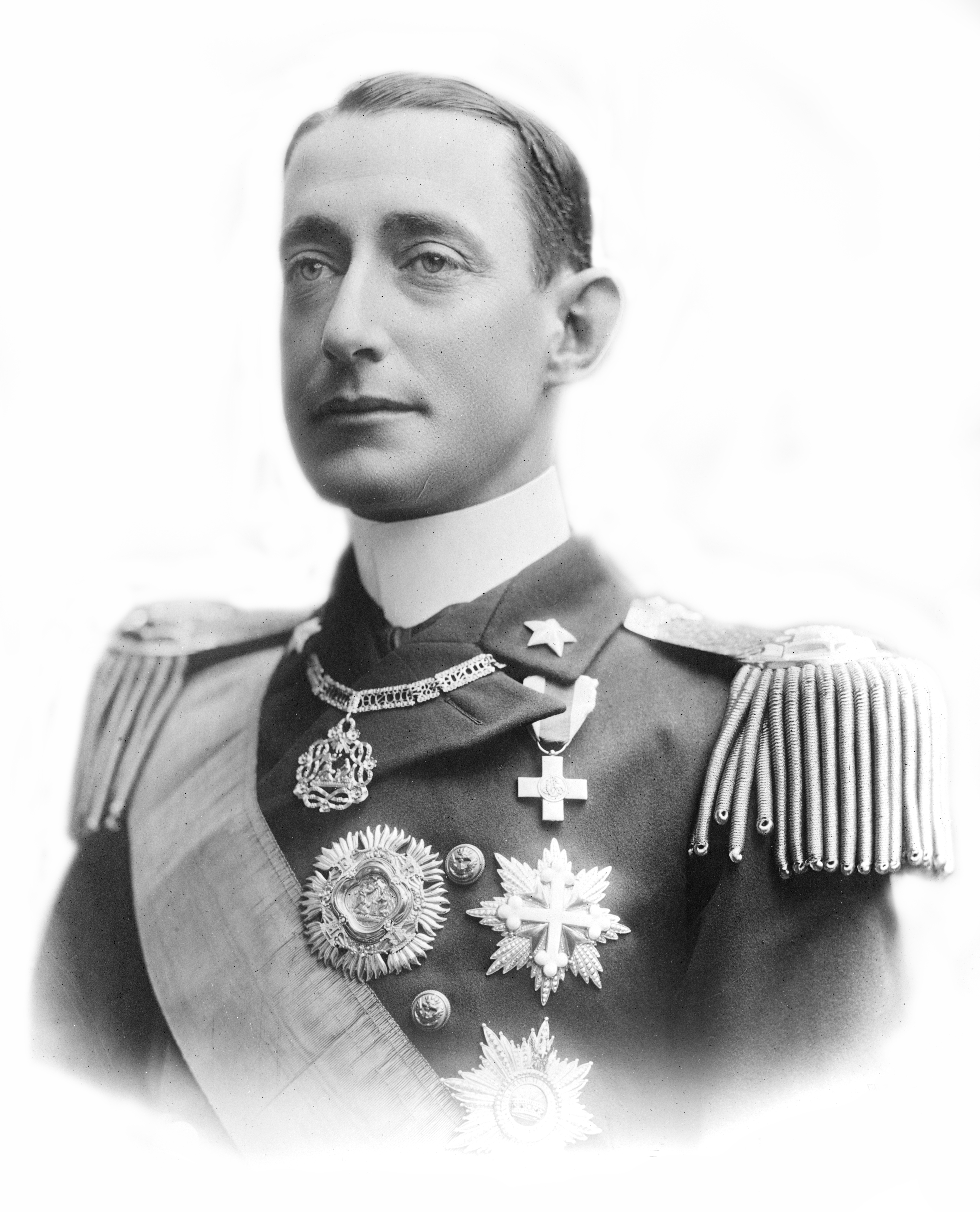
Luigi Amedeo di Savoia

- Luigi Amedeo, duca degli Abruzzi, figlio terzogenito di Amedeo di Savoia, re di Spagna, poi duca d'Aosta e di Maria Vittoria dal Pozzo della Cisterna.

## Duca degli Abruzzi, seconda creazione (2011)
- Amedeo, duca degli Abruzzi, figlio secondogenito del principe Aimone di Savoia, duca d'Aosta poi duca di Savoia, e della principessa Olga di Grecia.